# Navire lège
Pour les articles homonymes, voir lège.
Un navire lège est un navire lesté dont la construction est totalement achevée, équipé de tout le matériel nécessaire à la navigation, la propulsion et l'exploitation, à l'exclusion de tous liquides autres que ceux en circuit.
Le mot lège est issu du néerlandais leeg qui veut dire « vide » ; il est à rapprocher de allège : un bateau lège est un bateau entièrement vide ou sur lest, un bateau allège ou allégé est un bateau dont une partie de la cargaison a été déplacée sur allège.
Le port en lourd d'un navire représente le chargement maximal qu'il peut emporter ; il est égal au déplacement en charge (poids total du navire chargé au maximum — tirant d'eau milieu aux marques de franc-bord) moins son déplacement lège.